# Jan Matejko
Jan Alojzy Matejko (Cracóvia, 24 de junho de 1838 – Cracóvia, 1 de novembro de 1893) foi um pintor polaco. Considerado o maior pintor histórico polonês de todos os tempos, tornou-se famoso por retratar personalidades e eventos históricos. Entre seus quadros mais notáveis estão a Batalha de Grunwald, numerosas cenas históricas e uma galeria de reis. Ele é também conhecido por seu retrato do famoso bobo da corte polonês Stańczyk.

## Biografia
Seu pai, Franciszek Ksawery Matejko, era originário de Hradec Králové, na República Checa, e se instalou na Galícia para trabalhar como maestro, logo mudou-se para Cracóvia, onde contraiu matrimônio com Joanna Karolina Rossberg, nascida em uma rica família teuto-polonesa.
Jan foi o oitavo de onze filhos que Franciszek teve com Joanna. Desde a mais tenra idade desenvolveu uma talento fora do comum para as artes plásticas, o que contrastava com suas carências em outras áreas. Nunca aprendeu nenhuma língua estrangeira, tendo dificuldades até mesmo na língua polonesa. Por isso evitava aparições públicas.
Aos 10 anos de idade, Jan Matejko testemunhou a revolução de Cracóvia de 1846 e a vitória dos austríacos em 1848, evento que extinguiu a Cidade Livre de Cracóvia. Seus dois irmãos serviram sob o comando do general Józef Bem, um foi morto e o outro foi forçado ao exílio.
Em 1851, Matejko teve que abandonar a Escola de Santa Anna devido ao seu mau desempenho. Apesar disso, foi aceito na Escola de Belas Artes de Cracóvia devido ao seu excepcional talento para a pintura, lá estudando de 1852 até 1858.
Devido a problemas de saúde, decidiu não participar da Revolta de Janeiro de 1863, entretanto deu apoio financeiro e transportou armas para os rebeldes em Goszcza. No ano seguinte, casou-se com Teodora Giebułtowska, com quem teve quatro filhos: Beata, Helena, Tadeusz e Jerzy. Sua última filha morreu ainda muito nova, Tadeusz tornou-se pintor sob a sua orientação e Helena, também artista e muito patriota, ajudou as vítimas polonesas da Primeira Guerra Mundial.
Matejko é o criador do imaginário histórico polonês e em muitos de seus quadros aparecem personagens que, na realidade, não participaram dos acontecimentos retratados, como por exemplo, Hugo Kołłątaj e o general Wodzicki na batalha de Raclawice. Mais do que simplesmente pintar fatos históricos, Matejko es esforçava por alcançar uma síntese histórica e filosófica dos acontecimentos retratados.
Está enterrado no Cemitério Rakowicki de Cracóvia.

## Galeria
|  |  |
|  |  |
|  |  |
|  |  |